# Dhar Mann
Dharminder "Dhar" Mann (Califórnia, 29 de maio de 1984) é um empresário e produtor de conteúdo para plataforma de vídeos YouTube. Ele é mais conhecido por criar curtas-metragens que normalmente apresentam uma reviravolta e ensinam uma lição de moral ao protagonista.
Em 2010, Mann e o corretor Derek Peterson fundaram a loja weGrow, que vendia hidropônicos para o cultivo de maconha medicinal. A weGrow foi fechada dois anos depois em meio a ações judiciais entre os sócios. Em 2013, Mann foi condenado por fraude na cidade de Oakland, Califórnia, por meio de sua imobiliária MannEdge Properties.

## Infância e educação
Dharminder Mann nasceu em 29 de maio de 1984, filho de Surinder Mann e Baljit Singh Mann, que emigraram da Índia para os Estados Unidos. A família Singh é dona da Friendly Cab, uma operadora de táxi com sede em Oakland, Califórnia. Eles possuem várias empresas imobiliárias locais desde 1980 e mais de 130 propriedades.
Mann afirma ter crescido em um apartamento na Baía de São Francisco que era compartilhado com outras três famílias. Como seus pais estavam focados em administrar sua empresa, ao invés de "me dar seu tempo, eles me deram dinheiro para fazer as coisas".

## Carreira

### Imobiliária e crimes
Aos dezenove anos, Mann abriu uma empresa imobiliária e fundou outras empresas, muitas vezes falidas, incluindo empreendimentos em serviços de aluguel de carros de luxo e refinanciamento de hipotecas. Mann fundou a weGrow, uma varejista de cultivo de cannabis, com o ex-corretor Derek Peterson em janeiro de 2010. Mann e Peterson alugaram uma loja de suprimentos em Oakland, Califórnia, para vender equipamentos hidropônicos e pretendiam abrir franquias em outros oito estados.
No início de 2011, a loja weGrow foi fechada e Peterson entrou com uma ação contra ele, citando dívidas não pagas. Um porta-voz de Mann posteriormente acusou Peterson de fabricar as alegações em retaliação à decisão de Mann de reduzir sua parceria e Mann processou Peterson, obtendo posteriormente um acordo em dinheiro e ações na própria empresa de Peterson.
Em 2012, Mann foi acusado de treze crimes por supostamente fraudar um programa de embelezamento da cidade enquanto operava a empresa imobiliária MannEdge Properties em 2008 e 2009. Os promotores reduziram para cinco acusações criminais em agosto de 2013 e, mais tarde naquele ano, Mann depôs sobre as cinco acusações. Ele foi condenado a cinco anos de condicional e condenado a pagar uma multa de US$ 10.000. Mann disse ao The New York Times em 2021 que a condenação foi posteriormente expurgada.

### Canal no YouTube
Em 2018, Mann fundou uma produtora de vídeo chamada Dhar Mann Studios. O estúdio produz filmes para plataformas de mídia social como o YouTube. Quando Mann começou a publicar vídeos no YouTube em 2018, sua produção consistia em vídeos motivacionais e, posteriormente, mudou o foco para lições de moral. Em 2021, Mann assinou um contrato com a Creative Artists Agency e lançou um aplicativo móvel onde os usuários podem assistir a vídeos produzidos por seu estúdio.
Um perfil de Mann no The New York Times descreveu seus vídeos no YouTube como curtas-metragens sobre Karens e "educacionais dos anos 1980" e notou títulos com clickbait. A Vulture considerou os vídeos destinados a "encorajar as pessoas a serem decentes umas com as outras". Em fevereiro de 2023, o canal tinha 17,8 milhões de inscritos e 10,27 bilhões de visualizações.
Em fevereiro de 2023, vários atores empregados pelo Dhar Mann Studios foram às redes sociais para alegar que tinham más condições de trabalho e salários insustentáveis. Muitos dos atores começaram a protestar do lado de fora de um dos estúdios de Mann. O ator Charles Laughlin revelou que muitos atores solicitaram uma reunião com Mann sobre suas condições, mas foram ignorados. Tanto Laughlin quanto o ator Colin Borden afirmaram que os atores que se manifestaram contra as condições de trabalho foram dispensados imediatamente.
Após os protestos, Mann emitiu um comunicado em seu canal no YouTube e conta no Instagram contestando as reivindicações dos atores protestantes e acusando-os de "espalhar informações falsas". Ele afirmou como o estúdio operava e divulgou os salários por hora dos atores.

## Vida pessoal
Em 2014, Mann estava em um relacionamento com a empresária Lilly Ghalichi, conhecida por participar do reality show Shahs of Sunset. Mann conheceu sua noiva Laura Avila em 2015. Juntos, o casal administra a LiveGlam, empresa de cosméticos que Mann fundou em 2015. O casal teve o primeiro filho em 2020.
No final de 2020, Mann comprou uma mansão em Calabasas, Califórnia, anteriormente pertencente à personalidade da mídia Khloé Kardashian. Juntamente com as atividades imobiliárias de sua família em Oakland, Mann e seu irmão Harmit também possuem propriedades em toda a cidade.